# Олга Найденовска
Олга Найденовска (на македонска литературна норма: Олга Најденовска) е учен и политик от Северна Македония.

## Биография
Родена е на 5 юли 1963 година в град Битоля, тогава в Социалистическа федеративна република Югославия. Защитава докторат по земеделски науки. Преподава във Факултета по земеделски науки и храна на Скопския университет, като научните ѝ интереси са в областта на микробиологията, източниците на замърсяване в селското стопанство, екологията и  биомониторинга на околната среда.
В 2014 година е избрана за депутат от ВМРО – Демократическа партия за македонско национално единство в Събранието на Република Македония.